# Svrabov
Svrabov (en allemand : Swrabow) est une commune du district de Tábor, dans la région de Bohême-du-Sud, en République tchèque. Sa population s'élevait à 57 habitants en 2020.

## Géographie
Svrabov se trouve à 6 km au nord-ouest du centre de Tábor, à 54 km au nord-nord-est de České Budějovice et à 72 km au sud-sud-est de Prague.
La commune est limitée par Radkov et Nasavrky au nord, par Tábor à l'est et au sud et par Balkova Lhota à l'ouest.

## Histoire
La première mention écrite du village date de 1318.